# Zosteraceae
Zosteraceae Dumort. è una famiglia di piante angiosperme monocotiledoni appartenente all'ordine Alismatales. Vi appartengono piante che vivono nelle acque marine costiere della zona temperata e che compiono l'intero ciclo vitale sott'acqua. Presentano foglie nastriformi e rizomi con radici atte ad ancorare la pianta al substrato e ad assorbire i nutrienti.

## Tassonomia
La classificazione tradizionale (sistema Cronquist) assegnava la famiglia all'ordine Najadales.
La moderna classificazione filogenetica assegna la famiglia all'ordine Alismatales.
La famiglia comprende 2 generi e 21 specie:
- Phyllospadix Hook. (6 spp.)
- Zostera L. (15 spp.)

Alcuni autori inseriscono in questa famiglia anche il genere Posidonia.